# IEEE 802.1ad
IEEE 802.1ad — стандарт сетей Ethernet, дополняющий IEEE 802.1Q (расширение для 802.1Q), позволяющий увеличить количество виртуальных сетей Ethernet (VLAN) в одном физическом канале путём создания последовательного стека VLAN. Эта технология была предложена в качестве преодоления ограничения в 4096 номеров VLAN и предназначалась для использования в операторских сетях Metro Ethernet. Она используется в том числе для каскадного инкапсулирования VLAN 802.1Q.

## Технология
QinQ представляет собой двойное тегирование, когда тегированный по стандарту 802.1Q пакет Ethernet дополняется ещё одним тэгом VLAN,  в результате вместо одного поля с тэгом VLAN в пакете Ethernet присутствуют два таких поля. Второй тэг при этом называют «metro tag» или «PE-VLAN».

## История
Спецификация 802.1ad разрабатывалась как дополнение к стандарту 802.1Q-1998. Первая черновая версия документа была опубликована 31 декабря 2002 года.
8 декабря 2005 года стандарт 802.1ad был принят в IEEE, и 26 мая 2006 года он был официально опубликован.

## Применение

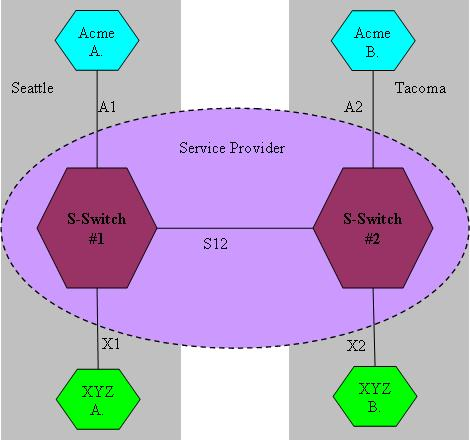
Пример использования QinQ для прозрачной передачи тегированного трафика через магистральную линию связи.

Двойное тегирование позволяет как увеличить число номеров VLAN в сети (с 4096 до более чем 16 миллионов), так и передавать тегированный трафик в неизменном виде по магистральным линиям со своими VLAN, а также позволяет операторам связи передавать клиентские тегированные пакеты через свои линии связи, предотвращая наложение или смешение операторских и клиентских VLAN. Возможны и другие применения этой технологии, например, в биллинговых системах операторов с подключениями клиентов по протоколу PPPoE.

## Технические детали
В сравнении с простым тегированным пакетом EthernetII, в пакете QinQ не один, а два 4-байтовых поля тега 802.1Q VLAN, идущие последовательно друг за другом после поля с MAC-адресом источника.

Идущий первым тэг — metro tag — имеет сигнатуру 0x88A8, следующий — обычную сигнатуру 0x8100.
Дополнительный тег также может маркироваться сигнатурой 0x9100.